# (1-4)-a-D-glukan 1-a-D-glukozilmutaza
(1-4)-a-D-glukan 1-a--glukozilmutaza (EC 5.4.99.15, malto-oligosiltrehalozna sintaza, maltodekstrin alfa-D-glukoziltransferaza) je enzim sa sistematskim imenom (1->4)-alfa-D-glukan 1-alfa-D-glukozilmutaza. Ovaj enzim katalizuje sledeću hemijsku reakciju
4-[(1->4)-alfa--glukozil]-1-D-glukoza {\displaystyle \rightleftharpoons } 1-alfa--[(1->4)-alfa--glukozil]-1-alfa-D-glukopiranozid
Enzim iz Arthrobacter sp., Sulfolobus kiselinaocaldarius deluje na (1->4)-alfa-D-glukane koji sadrže tri ili više (1->4)-alfa-vezanih D-glukozih jedinica.

## Literatura
- Nicholas C. Price; Lewis Stevens (1999). Fundamentals of Enzymology: The Cell and Molecular Biology of Catalytic Proteins (Third изд.). USA: Oxford University Press. ISBN 019850229X.
- Eric J. Toone (2006). Advances in Enzymology and Related Areas of Molecular Biology, Protein Evolution (Volume 75 изд.). Wiley-Interscience. ISBN 0471205036.
- Branden C; Tooze J. Introduction to Protein Structure. New York, NY: Garland Publishing. ISBN 0-8153-2305-0.
- Irwin H. Segel. Enzyme Kinetics: Behavior and Analysis of Rapid Equilibrium and Steady-State Enzyme Systems (Book 44 изд.). Wiley Classics Library. ISBN 0471303097.
- William P. Jencks (1987). Catalysis in Chemistry and Enzymology. Dover Publications. ISBN 0486654605.

## Spoljašnje veze
- (1->4)-alpha-D-glucan+1-alpha-D-glucosylmutase на 